# Space Carrier Shuttle Aircraft
O Shuttle Carrier Aircraft (aeronave de transporte de Ônibus Espacial) são dois jatos Boeing 747-100 modificados pela NASA para transporte de ônibus espacial.

## Mídia
- SCA approaching shuttle
- SCA mating with shuttle
- SCA decolando e aterrissando

## Especificações
Dados de: Boeing 747-100, Jenkins 2000.
Descrições gerais
- Tripulação: 4 - piloto, co-piloto e dois engenheiros de voo
- Comprimento: 70,5 m (230 ft)
- Envergadura: 59,7 m (200 ft)
- Altura: 19,3 m (63 ft)
- Área alar: 510 m² (5 490 ft²)
- Peso vazio: 144 200 kg (318 000 lb)
- Peso de decolagem: 322 000 kg (710 000 lb)

Motorização
- Número de motores: 4x
- Tipo do motor: Turbofan
- Fabricante/modelo: Pratt & Whitney JT9D-7J
- Empuxo por motor: 22 700 kgf (50 000 lbf) (222 kN)

Performance
- Velocidade de cruzeiro (Mach): 0.6 Ma (com o Ônibus espacial)
- Velocidade de cruzeiro (km/h): 735 km/h (457 mph)
- Velocidade total em Mach: 0.6 Ma
- Velocidade total em Nó: 397 kn (735 km/h)
- Alcance: 1 850 km (1 150 mi)
- Tecto de serviço: 4 500 m (14 800 ft)